# Садівська сільська рада (Сумський район)
Садівська сільська́ ра́да —  орган місцевого самоврядування в Сумському районі Сумської області. Адміністративний центр — селище Сад.

## Загальні відомості
- Населення ради: 3 004 особи (станом на 2001 рік)

## Населені пункти
Сільській раді підпорядковані населені пункти:
- с-ще Сад
- с. Єлисеєнкове
- с. Любачеве
- с. Москалівщина
- с. Никонці
- с. Шапошникове
- с. Ясени

## Склад ради
Рада складається з 22 депутатів та голови.
- Голова ради: Масалітіна Надія Іванівна, з 1994 року. [1]

- Секретар ради: Міщенко Віра Василівна

### Керівний склад попередніх скликань
| Прізвище, ім'я, по батькові | Основні відомості                                                 | Дата обрання | Дата звільнення |
| --------------------------- | ----------------------------------------------------------------- | ------------ | --------------- |
| Масалітіна Надія Іванівна   | Сільський голова, 1956 року народження, освіта вища, позапартійна | 26.03.2006   | 31.10.2010      |
| Масалітіна Надія Іванівна   | Сільський голова, 1956 року народження, освіта вища, позапартійна | 31.10.2010   |                 |

Примітка: таблиця складена за даними сайту Верховної Ради України